# 贡博扎布·采别科维奇·崔比科夫
贡博扎布·采别科维奇·崔比科夫（俄语：Гомбожа́б Цэ́бекович Цы́биков，Gombojab Tsebekovitch Tsybikoff；1873年04月20日—1930年09月20日），是俄国东方学家、地理学家、探险家。
布里亚特人，1895年毕业于彼得堡大学东语系。1899年11月25日，崔比科夫受俄国地理学会的派遣入藏。当时西藏不许外国学者考察，所以他装扮成一名到西藏朝圣（另見藏傳佛教的朝聖）的布里雅特香客，于1900年8月到达拉萨。在其后的一年多时间里，崔比科夫的足迹遍布西藏和青海的许多地方，1902年4月4日结束此次探险考察回国。
由于崔比科夫精通藏语，又受过俄國先进的科学教育，所以在藏学研究上有所成就。他的成名之作应推《佛教香客在圣地西藏》（圣彼得堡、1919年版，中國大陸有汉译本《佛教香客在圣地西藏》），该书第一次以生动的笔触，围绕西藏的宗教制度，记述了西藏整个文化区的风土人情、寺院建制、僧侣生活、教派分支，特例是从社会经济学的角度分析了当时西藏政治制度。在国际上风行一时，并被译成英文。他从西藏携归的藏文要籍约三百卷，不仅使其得以日后从容著述，同时也给当时的俄国藏学界提供了宝贵的图书资料。